# Aversai Guitmund
Aversai Guitmund OSB (Normandia - Aversa?, 1088 után) püspök, teológus.

## Élete
A La-Croix-St-Leufroi kolostor szerzeteseként 1060 k. Bec-ben Lanfranc tanítványa volt, Canterbury Szent Anzelmmal együtt. Hódító Vilmos Angliában püspökséget kínált neki, de nem fogadta el. 1077-ben Christianus néven egy római kolostor szerzetese, VII. Gergely reformjának támogatója. 1088-ban az Aversai egyházmegye püspöke lett.
Tours-i Berengár legerősebb ellenfele, az átlényegülés tana pontos megfogalmazásának úttörője a transsubstantiatio fogalmának bevezetésével.

## Főbb művei
- Confessio de s. Trinitate, Christi humanitate, Corporisque ac sanguinis Domini nostri veritate.
- De Corporis et sanguinis Christi veritate libri III.